# Hospitalier
Pour les articles homonymes, voir Hospitalier (homonymie).
Ne doit pas être confondu avec Hospitaliers.
Hospitalier est le nom générique donné à l'ensemble des personnels soignant travaillant au sein d'un hôpital, ou plus généralement d'un établissement de soins proposant un hébergement au patient (incluant donc les cliniques, maternités, centres de convalescence ou de soins de suite, etc.).
Employé comme nom (substantif), hospitalier est le résultat d'une nominalisation de l'adjectif homonyme, utilisé pour désigner toute personne qui prend soin des malades dans les hôpitaux  (par exemple agent hospitalier ou praticien hospitalier) et plus généralement tout ce qui à trait à l'hôpital (par exemple centre hospitalier, équipement hospitalier, etc.).
En France, les métiers d'hospitaliers, regroupent des métiers médicaux (médecin de toute spécialité, pharmacien, sage-femme), des métiers paramédicaux (infirmier de toute spécialité, kinésithérapeute, manipulateur d'électro-radiologie, technicien de laboratoire, aide-soignant, etc.), et des métiers du domaine social (assistant social, éducateurs, etc.).